# 瓦里亞日
50°31′1″N 24°5′33″E / 50.51694°N 24.09250°E

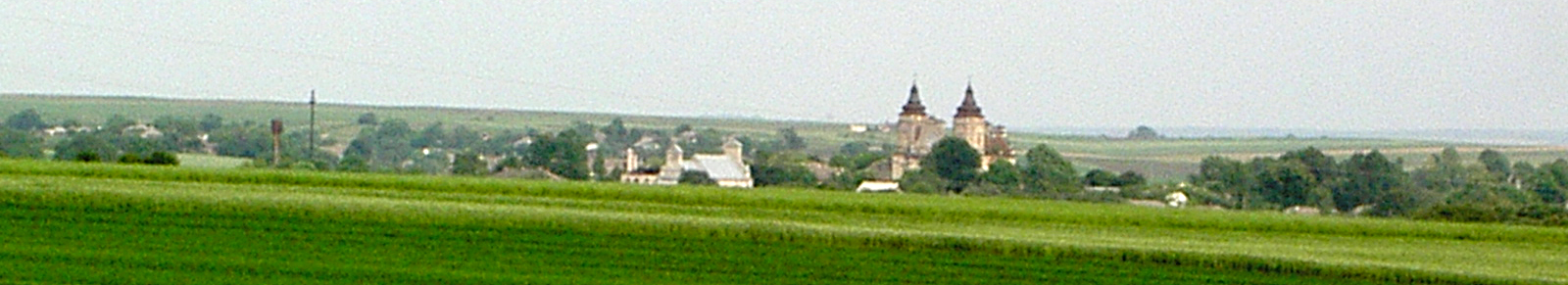

瓦里亞日（烏克蘭語：Варяж）是位於烏克蘭西部的村莊，由利沃夫州舍普季茨基区的索卡利市鎮負責管轄。該村處於瓦里亞然卡河畔，始建於1419年，面積2.17平方公里，海拔高度202米，2024年人口825。
1951年前属波兰人民共和国，1951年移交苏联，后改名为新乌克兰卡（俄语：Новоукраїнка），1989年改为现名。